# František Houska
František Houska (23. srpna 1873 Strunkovice nad Volyňkou – 28. srpna 1945) byl český kynolog a spisovatel.

## Život
Civilním povoláním byl finanční rada v Písku. Byl vůdčí osobností organizace zaměřené na chov českého fouska s názvem Spolek pro ohaře hrubosrsté – český fousek. Na jeho počest byla poprvé v roce 1949 pořádána kynologická soutěž Memoriál F. Housky (do roku 1993 každoročně, od roku 1997 každé dva roky).

## Dílo
Psal do českých mysliveckých, kynologických i ovocnářských časopisů, vedl odbornou redakci pro loveckou kynologii ve Stráži myslivosti.

### Knihy
- Lovečtí psi: Výcvik a vedení, 1942
- Lovečtí psi, jejich plemena, chov a výcvik, 1944
- Ohař: Pokus o základy čs. kynologie lovecké, 1930